# La figlia di Iorio

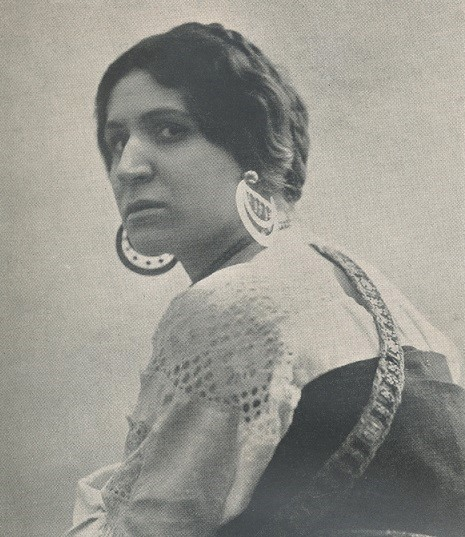
Irma Gramatica som Mila, Iorios dotter, 1904

La figlia di Iorio ("Iorios dotter") är en pjäs från 1904 av den italienske författaren Gabriele D'Annunzio. Texten är på vers och har inslag av lokal dialekt, ordspråk och traditionella ramsor från regionen Abruzzo. Pjäsen skildrar den tragiska kärleken mellan en ung utstött kvinna och en herde som ska giftas bort med en kvinna han inte älskar.
D'Annunzio skrev pjäsen på 33 dagar under sommaren 1903, medan han arbetade med diktsamlingen Alcyone. Den hade premiär 1904 på Teatro Lirico i Milano, med Irma Gramatica i huvudrollen. Den togs emot väl och har förblivit en av D'Annunzios mest spelade pjäser.

## Bearbetningar
Pjäsen var förlaga till Alberto Franchettis opera La figlia di Iorio från 1906. Även Ildebrando Pizzetti gjorde en operaversion, med premiär 1954. Pjäsen filmatiserades två gånger under stumfilmstiden, 1911 av S.A. Ambrosio som La figlia di Jorio och 1917 under samma titel av Edoardo Bencivenga.
Pjäsen parodierades av Eduardo Scarpetta redan samma år den hade premiär. Scarpettas pjäs Il figlio di Iorio ("Iorios son") föranledde SIAE, den italienska förvaltningsorganisationen för upphovsrätt, att på D'Annunzios vägnar stämma Scarpetta inför domstol för plagiat. Domstolen lade dock ner målet 1908, eftersom något brott inte kunde styrkas.